# Smash Water People
Smash Water People es el álbum debut del dúo japonés de J-pop Rocky Chack. Fue lanzado en 1999 e incluyó los sencillos publicados el año anterior.

## Lista de canciones
| N.º | Título                                                                        | Duración |  |
| 1.  | «Wicked Child»                                                                |          |  |
| 2.  | «Himawari (ひまわり)»                                                         |          |  |
| 3.  | «Alright»                                                                     |          |  |
| 4.  | «Nuts Berry Farm (ナッツベリーファーム)»                                      | 1:22     |  |
| 5.  | «Ruby Gillis no Koibito (Album Take) (ルビーギリスの恋人 (アルバム・テイク))» |          |  |
| 6.  | «Nagai Hi (Album Take) (長い日 (アルバム・テイク))»                           |          |  |
| 7.  | «Inter Mission (インターミッション)»                                          |          |  |
| 8.  | «Kimi wo Nosete (君をのせて)»                                                 |          |  |
| 9.  | «Smile in the Hole (Album Mix) (SMILE IN THE HOLE (アルバム・ミックス))»      |          |  |
| 10. | «Over the World»                                                              |          |  |
| 11. | «Sweet Home»                                                                  |          |  |
| 12. | «Snow (Album Version) (SNOW (アルバム・ヴァージョン))»                        | 4:52     |  |
| 13. | «Day and Night»                                                               |          |  |